# Chaetophiloscia weisi
Chaetophiloscia weisi is een pissebed uit de familie Philosciidae. De wetenschappelijke naam van de soort is voor het eerst geldig gepubliceerd in 1965 door Schmoelzer.